# Kagokan
Kagokan is een bestuurslaag in het regentschap Sukoharjo van de provincie Midden-Java, Indonesië. Kagokan telt 1646 inwoners (volkstelling 2010).